# جبرائيل أبو سعدى
جبرائيل أبو سعدى (1907 - 1965) هو مثقف وأديب وخطيب ومعلم يُعد المطران جبرائيل أبو سعدى شخصية بارزة في الثقافة الفلسطينية قبل النكبة تميز بمواقفه الوطنية ودفاعه عن حقوق الشعب الفلسطيني. ولد في بيت ساحور عام 1907 وتلقى تعليمه الابتدائي في مدرسة الفرير ببيت لحم، ثم درس الفلسفة واللاهوت في المدرسة الصلاحية في القدس. توفي جبرائيل أبو سعدى عام 1965 ودفن في كنيسة سيدة الرعاة في بيت ساحور.

## انجازاته
عُرف بكونه مثقفًا وأديبًا وخطيبًا ومعلمًا ومن أهم إنجازاته:
- تأسيس العديد من المؤسسات الاجتماعية والثقافية في فلسطين، مثل جمعية البشارة الخيرية ونادي وكشاف الروم الكاثوليك في القدس.
- المشاركة في أعمال المجمع الفاتيكاني الثاني.
- عضوية المجلس الوطني الفلسطيني.
- بناء كنائس ومدارس في فلسطين.

## مؤلفاته
صدر له العديد من الكتب والروايات والمقالات حول مواضيع مختلفة منها اللاهوت والأدب العربي والفلسفة والتاريخ منها:
1. ليس أنت (رواية)
2. أنيسة أو أخوان العدل (رواية)، مطبعة دير المخلص صيدا 1942.
3. خمسة أجزاء من الصرف والنحو، مطبعة الأرض المقدسة القدس 1942.
4. درس تحليلي على رواية قمبيز لأمير الشعراء أحمد شوقي، مطبعة الرهبانية المخلصية، صيدا 1942.
5. النهضة الأدبية في لبنان، مطبعة الرهبانية المخلصية، صيدا 1944.
6. فوزي المعلوف: درس تحليلي لحياته وصفاته وأدبه، المطبعة المخلصية، بيروت 1946.
7. المصري خليل مطران شاعر الأقطار العربية (دراسة).
8. سلسلة محاضرات عن الحب (دراسة).
9. الأب كونراد فيشر (مقال).
10. الفكر والخيال في شعر خليل بك مطران (مقال).
11. المثل الأعلى في الحياة (مقال).
12. الكنيسة واليهود (مقال).
13. عجائب لورد (مقال)